# Moa Ambessa
Moa Anbessa (El Lleó Conqueridor) és un partit polític d'Etiòpia, de tendència monàrquica constitucional.
Fou creat a l'exili per l'emperador titular Amha Selassie I per ser l'ala política de la corona. Posteriors disputes entre els seus membres van aconsellar a la família reial a desvincular-se de l'organització. Tot i que és un partit legal a Etiòpia, al no comptar amb el suport de la dinastia, que segueix una estricta neutralitat política i té dèbils llaços amb el partit, aquest gairebé no té activitat, especialment en comparació a la que havia tingut anys enrere. Mort l'emperador Asfaw Wosen als 80 anys el 1997 (el 1988 havia estat proclamat emperador titular com Amha Selassie I), el va succeir Zera Yacob (Amha Selassie II) i el partit va quedar en mans del germà d'aquest Erimas Sahle Sellasie fins que el príncep Bekere fou nomenat com a Enderasse, és a dir "el que representa a la corona i actua en el seu benefici". El 1998 l'emperador va declarar la separació entre el consell de la corona i el partit.
La seva bandera és l'etiòpica amb el Lleo de Judà al centre.